# 戦え!!イクサー1
『戦え!!イクサー1』（たたかえ!!イクサーワン）は、1985年から1987年にかけて制作・発売されたOVA作品。全3巻。阿乱霊があまとりあ社の漫画雑誌『レモンピープル』に掲載した短編漫画「戦え！ イクサー1」（単行本『みんな元気かい!!』 (ISBN 9784765902373) に収録）を原作としている。

## 概要
平野俊弘の監督デビュー作。地球侵略を企む侵略者・クトゥルフと、反旗を翻した戦士・イクサー1の戦いを描いている。阿乱の短編漫画を原作としており、物語の骨子もほぼ同じであるが、漫画ではOVA版におけるイクサー1に相当するキャラクターは長い尾を持つネコ型の獣人少女、渚に当たる地球人少女は名前が出てこないなどの差異がある。
ディスクメディア化
2001年には全3巻・特別編・映像特典を1パッケージにしてパイオニアLDC（現・NBCユニバーサル・エンターテイメントジャパン）よりDVD化された。
2016年にはサントラCDやブックレットを同梱してキングレコードよりBD化された。
テレビ放送
1988年にはよみうりテレビ（「アニメだいすき!」枠）にて、2008年にはAT-Xにて、それぞれ全3巻がノーカット放送された。
2016年にはtvk・テレ玉・サンテレビ（それぞれ「男泣き！ロボットアニメ大全集」枠）にて第1巻が放送されたが、よみうりテレビやAT-Xでの放送時と違って大胆な修正が入れられたため、Twitter（現・X）で「イクサー1」がトレンド入りするほどの話題となった。

## ストーリー
ACT.I
女子高生の加納渚は地球侵略を企む異星人クトゥルフに操られた級友や両親に襲われた所を、謎の少女イクサー１に助けられるが両親は犠牲になる。クトゥルフの下士官コバルトはディロスθで街を攻撃するが、地球の兵器は対抗できない。戦闘を拒否する渚にイクサー１は両親の仇を討てと声を掛け、二人はイクサーロボに乗ってコバルトを倒す。
Act.II イクサーΣの挑戦
イクサー１は地球に降着したクトゥルフの要塞を単身調べるが、イクサー１を倒すために生み出されたイクサー２と戦いになる。一方、戦闘を嫌う渚は避難する少女小夜子とその母親と出会う。親子を介抱する渚だが、クトゥルフに襲われ母親が犠牲になる。コバルトの恋人だったセピアはイクサーΣで街を攻撃するが、小夜子を守るために渚はイクサーロボに乗り込む。
ACT.III 完結編
イクサーΣを撃破したイクサーロボの強さが渚にあると考えたイクサー２は渚を誘拐する。操られてイクサー１を攻撃する渚は「自分を殺して」と願う。渚を倒したイクサー１はシンクロで力を増し、イクサー２や黒幕ビッグゴ－ルドを倒す。イクサー１は地球を侵略前の状態まで戻す。渚は両親や級友と平和な日常を過ごす中、イクサー１を見かけるが何も思い出せない。イクサー１はクトゥルフの生き残りと共に宇宙の旅に出る。

## 登場人物
イクサー1（イクサー ワン）
声 - 山本百合子
主人公。宇宙を放浪する民・クトゥルフが、自分達を守るため作った、善なる心を持つ人造人間（製作過程の人造人間に、サー・バイオレットの良心が入ったため）。クトゥルフに侵略された星を守るために戦っているが、どうして戦っているのか、その理由は自分でもよく分かっていない。
自身だけの力で空を飛行するのは序の口で、宇宙空間の飛行や恒星間の航行も行えたり亜空間の出入りも自由自在と、行動範囲は無限。戦闘時は両腕から放つエネルギー弾、レーザービームソードなどを駆使して戦う。戦闘ロボットなどの巨大な敵に対しては、自らの分身とも言える巨大ロボ・イクサーロボを自分専用の異空間から出現させ、搭乗して戦う。
加納渚とシンクロすることで完全体となり、イクサー2やビッグゴールドを倒した。戦いの後、次元の違う地球に渚を送る。
加納 渚（かのう なぎさ）
声 - 荘真由美
ヒロイン。17歳。イクサー1にパートナーとして選ばれた少女。渚の力を得ることにより、イクサー1とイクサーロボは桁外れの戦闘力を発揮する。自分がイクサー1に選ばれたためにクトゥルフに狙われて友人や両親を失ったことからイクサー1を恨み、戦いを拒否していたが、小夜子との出会いを経て守りたい者を得たことで、最終的にイクサー1と共に戦う道を選ぶ。一度イクサーロボに搭乗した後、イクサー1から特殊な服と防衛機能を備えた腕輪を渡されている。
彼女がつけている「大口を開けて笑うスイカ」の髪留めは、原作者の自画像が元。
サー・バイオレット
声 - 島本須美、塩沢兼人
クトゥルフの長。本来は心優しい理想的指導者だった。母なる星を失い、宇宙をさすらう運命を半ば受け入れつつあったが、あまりにも長い放浪の間にふと生じた心の隙間をビッグゴールドに侵け込まれて以降、邪悪な操り人形と化して惑星侵略を開始する（島本が本来の人格、塩沢が操られてからの声を担当）。
イクサー2（イクサー ツー）
声 - 戸田恵子
イクサー1を倒すべくビッグゴールドによって作られた、邪悪な心を持つ人造人間で、民間人はおろか幼い命さえも踏みにじる冷酷さを持つ。「イクサー1の妹」を自称し、イクサー1を上回る戦闘力と自信、そして彼女と同様に分身とも言える巨大ロボ・イクサーΣ（シグマ）を持つ。
ハカイダーをモデルとしたキャラクター。
コバルト
声 - 江森浩子
クトゥルフの戦士。巨大ロボ・ディロスθ（シータ）で地球侵略作戦を行うが、怒りを爆発させた渚に呼応してパワーを開放させたイクサーロボの前に散る。死後、機体と共に遺体がクトゥルフに回収されたが、その悲惨な姿はセピアにイクサー1と渚への復讐心を抱かせた。
セピア
声 - 安藤ありさ
コバルトの恋人（クトゥルフには「男性」という性別が無い）。コバルトを失った後、その復讐を遂げるためにイクサー2のパートナーとなるが、本来は優しい心の持ち主で、あまりにも残虐なイクサー2の行動から戦闘に集中できなくなり、最終的にはそれが災いしてコバルトの後を追う形で散った。
ビッグゴールド
声 - 塩沢兼人
金色の光を放つ赤目の赤子の姿をしている、謎の機械生命体。イクサー1とは対極の「悪」である。サー・バイオレットを操り人形と化し、目覚めの時を待っていた民を戦士に仕立て上げクトゥルフを支配した上、彼女らの愛玩生物をクトゥルフ神話ばりの奇怪な姿と凶暴な性格を持つ怪物と化して尖兵とし、他の星を侵略しようと企む。サー・バイオレットのことを母と呼んでいるが、これはサー・バイオレットの悪の心（クトゥルフの民を生き延びさせるためには手段を選ばない）から生まれたためである。
小夜子（さよこ）
声 - 渡辺菜生子
戦いを拒否した渚が出会った少女。倒れた母親と共に渚に助けられるが、目の前で母が寄生され無残に崩壊する姿を目の当たりにし、自身もまたイクサー2の駆るイクサーΣによって、渚の目の前で無残にも踏み潰されてしまう。しかし、渚が渡していたイクサー1の腕輪の防衛機能によって事なきを得た。
小夜子の母
声 - 土井美加
小夜子の母親。渚が発見した時には既に衰弱しており、渚に介抱され、娘の小夜子と3人で一時を過ごす。しかしその後、クトゥルフに襲われ、寄生されてしまう。

## 登場メカなど
イクサーロボ
イクサー1の分身とも言える巨大ロボット。普段は自分専用の異空間に留まっているが、イクサー1や渚の呼び掛けに応じてどこにでも出現する。イクサー1が搭乗して無数のコードに繋がれ、渚が液体に満たされている胸部に全裸で乗り込む（取り込まれる）。渚とイクサー1がシンクロしなければ、実力を発揮できない。
装甲の下は生体メカで構成されており、大きく傷付けば血液らしき液体も流れ出る。
主な武器は両腕から撃つエネルギービーム、胸から発射するイクセリオファイヤー、スラッシュ攻撃イクサーカッター、腕からの溜め撃ち、もしくは全身から放射するイクサーオーラ。イクサー1自身のイクサービームも発射できる。
漫画『黄金の戦士 ICZER-ONE』では元々イクサー専用機ではなく、惑星維珠阿（イシュア）の出身であることが示唆されている。
身長38メートル、体重150トン。
イクサーΣ（イクサー シグマ）
イクサー2の分身とも言える巨大ロボット。イクサーロボよりも鋭角的かつ攻撃的なフォルムをしており、ディロスθの残骸を解析したことにより戦闘力も上回るように完成された。こちらもセピアが乗り込むことによって、そのパワーが倍増するようになってはいる。
マントを羽織り、自身のビームだけでなくメタルボールの遠隔操作による攻撃ができる。
ディロスθ（ディロス シータ）
コバルトが地球侵略作戦の際に乗り込んだ巨大ロボット。地球の兵器相手には無敵の強さを誇るが、渚を得たイクサーロボには敵わず、怒りの拳でコクピットを破壊されて敗れる。
武器は胸の3連装ビーム砲、ディロスビーム。その後のシリーズでは派生機種が複数登場する。
身長40メートル、体重220トン。顔にハートのタトゥーを持つ。
クリーチャーたち
クトゥルフが地球に送り込んだ生物兵器。密かに人間に寄生・殺害し、都市や軍事基地を次々壊滅させる。元々はクトゥルフの宇宙船で飼育されていた動物たちが、ビッグゴールドの妖気によって異形の姿に成り果てたもの。
ヴェデム
最も初期に送り込まれていたクリーチャー。イカのような後頭部を持ち、異常発達した前肢で跳ねるように移動する。このタイプだけで地球制圧などすぐにでもけりがつくと高をくくられていたが、イクサー1の地球進入によってそれも立ち行かなくなる。
従者
クトゥルフの宇宙船のサー・バイレットの間において、サー・バイレットの側に侍る者たち。全員が着けている「口を縦に開けた不気味な笑い顔」の仮面はそういうデザインに過ぎず、その口に相当する部位で蠢いている一つ目が本当の目である。
必要に応じて前線にも立ち、渚のクラスメイト・まみ(声：柴田由美子)をはじめ女子生徒数名に寄生、渚を高校の屋上から投げ落としたが、地面に激突する前にイクサー1に保護され失敗に終わる。
レッツァ
平べったい涙滴形の頭部を持つ。異空間に引きずり込まれ気を失った渚をその爪で引き裂かんとするが、イクサー1に脳天から一刀両断された。
ダァルェツァ・オーゲス
レッツァと共に渚を襲った肥満体型のクリーチャー。首を刎ね飛ばされてもそれだけで襲いかかってくる、高い生命力を持つ。
ディルウェッツェ
上下逆さにしたオウムガイから無数の触手が生えているような姿のクリーチャー。渚の両親に寄生し、平凡な日曜の朝の団欒風景を地獄絵図に一転させた。
要塞ノヴァ降着に乗じて自衛隊・富士基地に潜伏していた一群も行動を開始、職員の肉体を次々と乗っ取って基地を壊滅に追い込んだ。
ヌグゥエンデルツェ
加納家の寝室に同化していた大型クリーチャー。作中では腕と胴体部分しか見せていないが、全身のデザイン画は存在し、当時のムックなどに掲載されていた。
ノヴァ
クトゥルフが東京に降着させた巨大な黒いピラミッド型の要塞。
ヴォイド
クリーチャーが内部に触手を張り巡らせて操作するパワード・プロテクター。レスラー体型であるタイプ1の装甲はイクサー1のパンチやキックはおろか剣も歯が立たず、エネルギービームすら弾き返すほどに堅牢だが、関節部分は脆弱なのが弱点。機動性・俊敏性を向上させた忍者型のタイプ2は二体投入され、ビームソードや左右肩口からの破壊光線でイクサー1を翻弄したが、装甲強度はタイプ1のそれを大幅に下回ってしまっている。
レッダス、ブルーバ
対イクサー1用の戦闘ロボット兼、イクサー2の側近。
富士シリーズ
富士壱號・富士弐號は自衛隊、FJ-IIIは地球防衛軍の戦艦。なお、これらの軍事組織の作中での区分は曖昧であり、「防衛連合軍」と呼称されたこともある。いずれも相当な戦闘力を持つが、クトゥルフにはまったく歯が立たなかった。
なお、地球防衛軍は上記以外も含めて各種兵器を有しているが、その大半が往年の日本特撮映画へのオマージュである。
代表的な艦長は、極東基地の黒川大佐（声 - 内海賢二）。
富士壱號（ふじいちごう）
型式番号「G-0TEN86」。富士の樹海の地下に位置する自衛隊の秘密基地「富士基地」で開発された首都防衛用空中戦艦第1号機。「戦艦」といっても大型の航空機程の大きさであり、富士基地の地下に格納されたカタパルトから発進する。主機は富士山麓から吉祥寺まで約10分で到達可能なほどの推力を持つハイドロジェネレイトエンジンで、武装として艦首ドリル、艦橋前のメーサー砲、ミサイルランチャーなどを装備している。
吉祥寺でディロスθと交戦するもあえなく撃沈。その後、再設計された「スーパー富士」数隻が要塞ノヴァ攻撃に投入されるが、これも瞬殺されている。
富士弐號（ふじにごう）
形式番号「M-IJACK11」。自衛隊が富士壱號の反省を元に新たに建造した首都防衛用空中戦艦第2号機。発進時には富士の樹海を割って垂直離陸する。富士壱號を遥かに上回る巨体を持ち、武装として富士壱號と同様の艦首ドリルや冷線砲を装備するほか、富士壱號と同規模の能力を持つ艦載機を多数搭載している。
要塞ノヴァ攻撃に自衛隊の切り札として投入されたが、同時に投入されたスーパー富士や熱線砲と共に殲滅された。
FJ-III（エフジェイスリー）
地球防衛軍が保有する宇宙戦艦で、正確には富士シリーズではない。詳細なスペックは不明だが、武装として粒子砲三門を装備している。月の裏側のクトゥルフの宇宙船を攻撃すべく軌道上の宇宙ステーションから出撃するが、地球へ向かうビック・ゴールドによって、その戦闘力を発揮しないままステーションともども撃沈された。
ワンダー3
防衛連合軍が運用している宇宙ステーション。ディロスθが月の裏側に出現したクトゥルフの宇宙船から放たれた物であることを探知した。FJ-IIIが配備されていた宇宙ステーションと同一であるかは不明。
熱線砲
要塞ノヴァ攻撃に投入された地上部隊の兵器。八輪の大型装輪車両をベースとした一種の自走砲であり、車体上部にパラボラ型照射部を持つ熱線砲を装備している。複数車が富士弐號の冷線砲と共にノヴァへの連帯攻撃を行ったが、反撃で全車が破壊された。
上記以外にも、人類の兵器としてタンデムローター式のヘリコプターや主力戦車、富士弐號の艦載戦闘機などが登場しているが、いずれも端役としての登場にとどまっている。

## 製作
| 原案                           | 平野俊弘 阿乱霊                                                                       |
| 監督 脚本 キャラクターデザイン | 平野俊弘                                                                              |
| 絵コンテ                       | 平野俊弘 西森明良（Act.I）                                                            |
| 演出                           | 西森明良（Act.I） 岡本達也（Act.II）                                                  |
| メカニックデザイン             | 本猪木浩明 荒牧伸志（Act.II、III） 大張正己（Act.III）                                |
| モンスターデザイン             | わたなべぢゅんいち                                                                    |
| 作画監督                       | 平野俊弘（Act.I） 大上浩明（Act.I） 垣野内成美（Act.II、III） 大張正己（Act.II、III） |
| 色指定                         | 安済弘美（Act.I） 金丸ゆう子（Act.II、III）                                           |
| 美術監督                       | 中村靖（Act.I） 荒井和浩（Act.II、III）                                               |
| 音響監督                       | 本田保則                                                                              |
| 音楽                           | 渡辺宙明                                                                              |
| プロデューサー                 | 三浦亨                                                                                |
| 制作                           | AIC                                                                                   |
| 製作                           | L・Pビデオ                                                                            |

本作製作の発端は、平野俊弘と阿乱霊が『レモンピープル』の版元・久保書店に企画を持ち込んだことによる。
音楽担当の渡辺宙明の参加は、平野の強い希望による。当初はBGMは付かない予定だった。
大張正己が本作への参加を誘われたのは、平野がOVA『超獣機神ダンクーガ 失われた者たちへの鎮魂歌』での大張の仕事を見たことや、「イクサーロボをスーパーロボットにしてほしい。男性っぽくしてほしい」という平野の思惑があったためとされる。大張は同作品でメカ作画監督を担当したが、プロデューサーのミスでノンクレジットとなったことにショックを受け、自分の価値を高めたいと考えていた時期だったことから本作に参加した。

## 各巻タイトル・主題歌・揷入歌
第1巻『戦え!!イクサー1 Act.I』
主題歌「戦え!!イクサー1」
作詞 - 岡田冨美子 / 作曲・編曲 - 渡辺宙明 / 歌 - 柿沢美貴
揷入歌「ナギサ!!」
作詞 - 岡田冨美子 / 作曲・編曲 - 渡辺宙明 / 歌 - 山本百合子
発売 - 東芝EMI・ユーメックス／フューチャーランドレーベル
第2巻『戦え!!イクサー1 Act.II イクサーΣの挑戦』
主題歌「NEVER RUN AWAY」
作詞 - 岡田冨美子 / 作曲・編曲 - 渡辺宙明 / 歌 - 楠木勇有行
発売 - 東芝EMI・ユーメックス／フューチャーランドレーベル
第3巻『戦え!!イクサー1 Act.III 完結編』
主題歌「永遠のイクサー1」
作詞 - 岡田冨美子 / 作曲・編曲 - 渡辺宙明 / 歌 - 柿沢美貴
揷入歌
「RAINY LOVE」
作詞 - 岡田冨美子 / 作曲・編曲 - 渡辺宙明 / 歌 - 荘真由美
「ROLLING DEVIL」
作詞 - 岡田冨美子 / 作曲・編曲 - 渡辺宙明 / 歌 - 戸田恵子
発売 - 東芝EMI・ユーメックス／フューチャーランドレーベル

## 関連商品
- 戦え!!イクサー1 ACT.I（1985年10月19日発売）
- 戦え!!イクサー1 ACT.II イクサーΣの挑戦（1986年7月23日発売）
- 戦え!!イクサー1 ACT.III 完結編（1987年3月4日発売）
  - 後に各巻の廉価版が発売された。
- デイドリーム
  - ACT.IIとIIIの間に作られたメイキングビデオ。
- 戦え!!イクサー1 特別編（1987年9月25日発売）
  - ACT.I、II、IIIを1本に繋げた完全版。再編集ではなく、完全新作シーンや描き変えられたカット[注 8]もある。台詞は全て再アフレコされ、音楽の使い方も変更されている。

### サントラ
東芝EMI（現・ユニバーサルミュージックジャパン）・ユーメックス／フューチャーランドレーベルからLPレコードアルバムとして4枚発売された。後に2枚のCDで発売され、1992年にはその廉価版が発売されている。1998年には、2枚組CD『戦え!!イクサー1 バトル・ミュージック・コレクション』として再発売された。　

### 書籍
ゲームブック『戦え!!イクサー1―クトゥルフの逆襲』
著 - 松枝蔵人 / 刊 - 富士見ドラゴンブック / ISBN 4-8291-4222-7
小説『戦え!!イクサー1』
著 - 会川昇 / 刊 - 角川スニーカー文庫 / ISBN 4-04-470201-2（上巻）、ISBN 4-04-470202-0（下巻）
漫画『黄金の戦士 ICZER-ONE』
著 - 平野俊弘、森木靖泰 / 刊 - 久保書店 / ISBN 4-7659-0151-3
別の惑星を舞台にした本編の前日譚で、イクサー1が戦士として覚醒した頃の物語。
カセット文庫『黄金の戦士 ICZER-ONE』
上記のカセット文庫版。
上記のほか、各巻のムックおよびフィルムストーリーブックが発売された。

### フィギュア
- コトブキヤ - イクサー1（アニメ版、『黄金の戦士』版）、イクサー2
- 海洋堂 - イクサー1（アニメ版、『黄金の戦士』版）
- アトリエ彩のトレーディングフィギュアシリーズ「AICヒロインコレクション」にイクサー1が2種ラインナップされる（ノーマル版&リペイント版）。PVC塗装済み完成品/高さ12cm前後。2006年7月29日発売。

### ゲームソフト
本作の直接的なゲーム化ではないが、2010年11月25日発売のニンテンドーDS用シミュレーションRPG『スーパーロボット大戦L』には本作と続編『冒険!イクサー3』に登場するキャラクターやロボットが登場しており、本作序盤から『イクサー3』まで連続した1つのストーリーとして組み込まれている。同ゲームでのクトゥルフはビッグゴールドと同じ機械生命体であり、『獣装機攻ダンクーガノヴァ』の敵「ムーンWILL」と手を組んでいるほか、最終決戦ではコバルトのディロスθの残骸に付着していた細胞から培養した『神魂合体ゴーダンナー!!』の敵「擬態獣」を使用してくるなど、クロスオーバー展開が盛り込まれている。

## 関連作品
冒険!イクサー3
続編。本作の未来の世界を舞台としている。
戦ー少女イクセリオン
霞渚が主人公となった派生作品。渚が直に変身して戦う。
イクサー伝説
平野俊弘による漫画作品。『月刊ニュータイプ』の付録冊子『コミックGENKi』に連載。単行本は角川書店より発売。ISBN 4-04-852292-2
クトゥルフ神話
主人公の故郷の名前の由来である架空の神話物語。